# Rehimena striolalis
Rehimena striolalis is een vlinder van de familie van de grasmotten (Crambidae). De wetenschappelijke naam van deze soort is voor het eerst voorgesteld als Filodes striolalis door Pieter Snellen in een publicatie uit 1890.
De soort komt voor in India (Sikkim, Meghalaya).